# Peter Chambers
Peter Chambers (født 14. marts 1990 i Ballymoney, Nordirland) er en nordirsk roer, bror til Richard Chambers.
Chambers vandt en sølvmedalje for Storbritannien i letvægtsfirer ved OL 2012 i London, sammen med sin bror Richard Chambers, Rob Williams og Chris Bartley. Briterne kom ind på andenpladsen i finalen, hvor Sydafrika vandt guld, mens Danmark tog bronzemedaljerne. Han var også med i båden ved OL 2016 i Rio de Janeiro, hvor briterne sluttede på 7. pladsen.
Chambers har desuden vundet en VM-guldmedalje i letvægtstoer ved VM 2011 i Slovenien og en EM-guldmedalje i samme disciplin ved EM 2015 i Polen.

## OL-medaljer
- 2012:  Sølv i letvægtsfirer